# Merton
Merton

Vist i Greater London
| Status                | Bydel i London |
| Areal:                | 37,61 km²      |
| Befolkning:           | 192.273 (2002) |
| Befolkningstæthed:    | 5112 pr. km²   |
| ONS-kode:             | 00BA           |
| Adm. center:          | Morden         |
| Adm. grevskab:        | Greater London |
| Ceremonielt grevskab: | Greater London |
|                       |                |
| Region:               | Greater London |
|                       |                |

Merton (officielt: The London Borough of Merton) er en bydel i det sydvestlige Greater London. Merton ligger i Ydre London.
Den blev oprettet i 1965 ved at distrikterne Mitcham, Wimbledon og Merton and Morden i Surrey blev slået sammen, og har navn efter en lille landsby i midten af bydelen.

## Steder i Merton
- Bushey Mead
- Colliers Wood, Copse Hill, Cottenham Park
- Lower Morden
- Merton Park, Mitcham, Morden, Morden Park, Motspur Park
- Raynes Park
- South Wimbledon, Summerstown
- West Barnes, Wimbledon, Wimbledon Park

## Ekstern links
- Wikimedia Commons har flere filer relateret til Merton

51°24′05″N 0°11′46″V / 51.4014°N 0.1961°V